# Ilyphagus cristatus
Ilyphagus cristatus är en ringmaskart som beskrevs av Hartman 1978. Ilyphagus cristatus ingår i släktet Ilyphagus och familjen Flabelligeridae. Inga underarter finns listade i Catalogue of Life.